# Avrupa Türkiyeli İşçiler Konfederasyonu

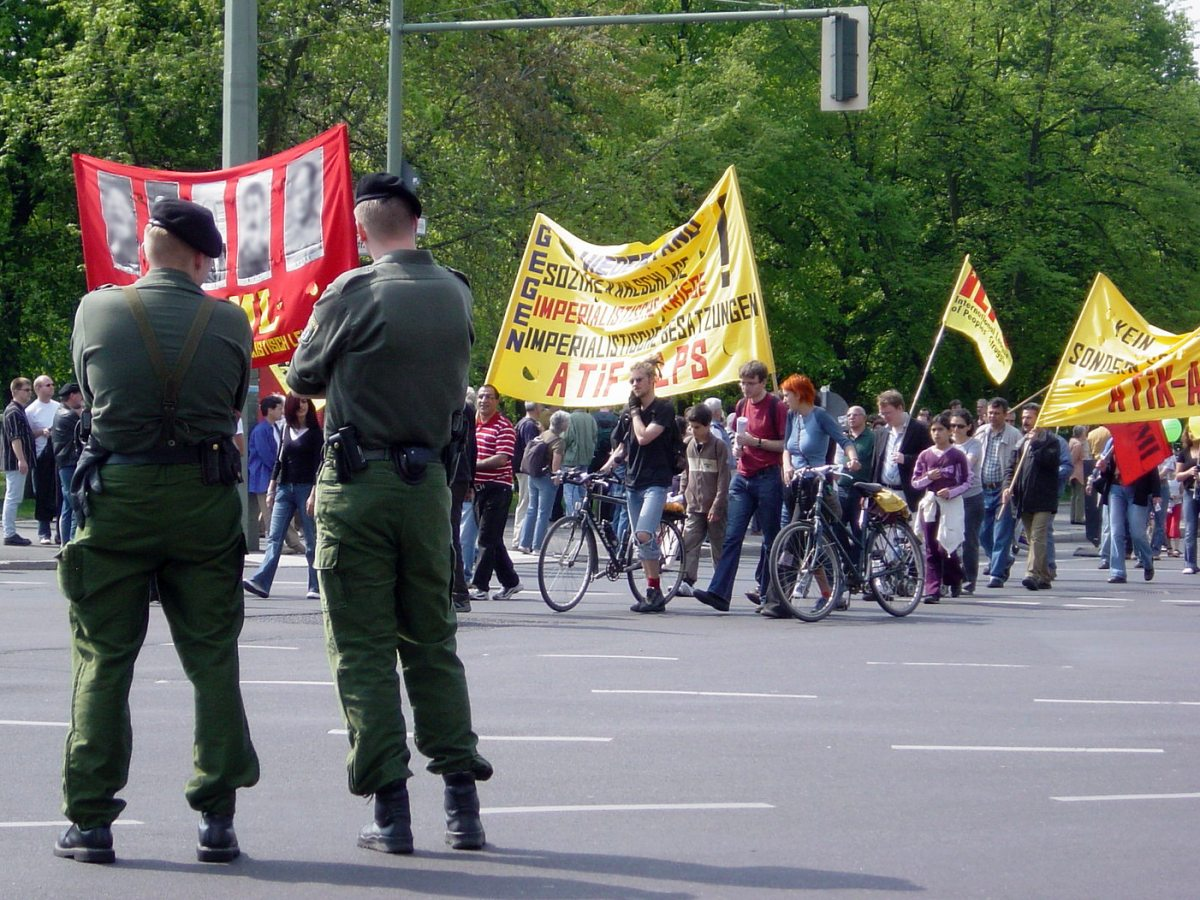
TKP/ML-, ATIK-, ATIF- und ILPS-Transparente auf der 1.-Mai-Demonstration in Berlin (2005)

Die Avrupa Türkiyeli İşçiler Konfederasyonu (ATIK) (Konföderation der Arbeiter aus der Türkei in Europa) ist ein kommunistisch ausgerichteter Dachverband von auf nationaler Ebene bestehenden Vereinigungen („Föderationen“) von aus der Türkei stammender Migranten in Europa, die im Dezember 1986 gegründet wurde und derzeit nach eigenen Angaben Sektionen in 6 Staaten unterhält. Sitz der Hauptverwaltung ist Den Haag.
Die ATIK „gibt den Föderationen die Richtung an“, tritt also ihren Sektionen gegenüber als politische Führungsebene auf.
Laut dem Landesamt für Verfassungsschutz Nordrhein-Westfalen ist die ATIK eine Auslandsorganisation der maoistischen TKP/ML.
Die deutsche Sektion ATIF (Almanya Türkiyeli İşçiler Federasyonu) tritt gelegentlich selbst unter dem Namen ATIK auf und ist unter dieser Bezeichnung bekannter als unter ihrem eigentlichen Kürzel.
ATIK unterhält verschiedene „Massenorganisationen“, in denen einzelne Interessengruppen organisiert sind, beispielsweise gibt es eine Frauengruppe und seit 1990 den Jugendverband YDG (Neue Demokratische Jugend).
In Deutschland ist ATIK Teil der antiimperialistischen Aktion, einem Bündnis verschiedener dem Stalinismus und Maoismus zugerechneter Klein- und Kleinstgruppen, die mehrheitlich auf die KPD/ML zurückgehen.
ATIK ist außerdem eine Sektion der International League of Peoples’ Struggle (ILPS; deutsch Internationale Liga der Volkskämpfe), die ihrem Selbstverständnis zufolge für „Die Sache der nationalen Befreiung, der Demokratie und der sozialen Befreiung“ kämpft, und gehört des Weiteren der DEKÖP-A (Plattform der demokratischen Organisationen in Europa) an, in der neben der deutschen Exil-PKK (YEK-KOM) weitere türkischsprachige Gruppen des marxistisch-leninistischen Spektrums kooperieren.

## Sektionen
- ATIF (Föderation der Arbeiter aus der Türkei in Deutschland)
- ATIGF (Föderation der Arbeiter und Jugendlichen aus der Türkei in Österreich)
- HITF (Föderation der Arbeiter aus der Türkei in Holland)
- ITIF (Föderation der Arbeiter aus der Türkei in der Schweiz)
- Fransa Komitesi (Komitee der Arbeiter aus der Türkei in Frankreich)
- Ingiltere Komitesi (Komitee der Arbeiter aus der Türkei in England)